# معهد الشرق الأوسط
معهد الشرق الأوسط (اختصارًا MEI) هو مركز فكري غير حزبي وغير ربحي ومركز ثقافي في واشنطن العاصمة، تأسس عام 1946. ويسعى إلى "زيادة المعرفة بالشرق الأوسط بين مواطني الولايات المتحدة وتعزيز تفاهم أفضل بين سكان هاتين المنطقتين".

## تاريخ

### سنوات التأسيس
في عام 1946، شعر المهندس المعماري جورج كامب كيزر بقوة أن الشرق الأوسط، وهي المنطقة التي سافر عبرها قبل الحرب العالمية الثانية، يجب أن يتم فهمها بشكل أفضل في الولايات المتحدة، لذلك قام بجمع مجموعة من الأشخاص ذوي التفكير المماثل لتشكيل معهد الشرق الأوسط في واشنطن العاصمة.
وكان من أعضاء مجلس المحافظين الأول:
- هالفورد إل هوسكينز، مدير كلية الدراسات الدولية المتقدمة بجامعة جونز هوبكنز
- كريستيان أ. هيرتر، عضو الكونجرس عن ولاية ماساتشوستس آنذاك، ثم وزير خارجية دوايت أيزنهاور لاحقًا
- السفير جورج في. ألين
- هارولد جليدين، مدير القسم الإسلامي بمكتبة الكونجرس
- هارفي بي هول، المحرر الأول لمجلة الشرق الأوسط، وأستاذ في الجامعة الأمريكية في بيروت وكلية روبرت

في سنواته الأولى، ركز معهد الشرق الأوسط على إنشاء مكتبة، ونشر ذا ميدل إيست جورنال، وعقد مؤتمرات سنوية ورعاية دورات رسمية في دراسات الشرق الأوسط في كلية الدراسات الدولية المتقدمة. أدرك كيزر ومجموعته الحاجة إلى دراسة الشرق الأوسط باستخدام إطار دراسات المناطق. كان هذا النهج متعدد التخصصات لتدريب الدبلوماسيين ورجال الأعمال ظاهرة جديدة ومرتبطة ارتباطًا وثيقًا بمبادرات السياسة الخارجية في الولايات المتحدة.
خلال سنوات تأسيسه، كان المعهد صغيرًا، وكانت عضويته تشبه عضوية النادي. وضم المؤتمر السنوي مجموعة متماسكة من حوالي 150 شخصًا اعتادوا على كتابة مقالات قصيرة للنشرة الإخبارية للمعهد لإطلاع زملائهم الأعضاء على رحلاتهم إلى الشرق الأوسط.

#### جورج كامب كيسر: مؤسس المعهد
ولد جورج كامب كيزر في 2 نوفمبر 1900 في ميلووكي بولاية ويسكونسن. بعد تخرجه من جامعة هارفارد بدرجة البكالوريوس في الآداب عام 1924، ذهب إلى جامعة كولومبيا لإكمال دراسته العليا في الهندسة المعمارية بحلول عام 1930. على مدى السنوات التالية، عمل مهندسا مساعدا لديفيد هاير وجيمس جامبل روجرز حتى افتتح مكتبه الخاص في عام 1938. ثم أصبح كيزر أيضًا مديرًا لشركة السكر الكوبية الأمريكية وشركة السكر في جوانتانامو.
بنى جورج كيزر منزل عائلته مستوحى من الهندسة المعمارية الإسلامية، مُظهرًا افتتانه بالعمارة في الشرق الأوسط والشرق الأوسط على وجه الخصوص. وفي عام 1947 أسس معهد الشرق الأوسط.
خلال الحرب العالمية الثانية، كان كيزر ملازمًا أول في فيلق الإشارة الأمريكي. وتشمل المناصب الأخرى التي تقلدها على مدار حياته أمينًا للمؤسسة التعليمية للخدمة الخارجية، ومركز الأبحاث الأمريكي في مصر، ولجنة الزوار لمركز هارفارد لدراسات الشرق الأوسط. وكان أيضًا عضوًا في المعهد الأمريكي للمهندسين المعماريين ورئيسًا للأوركسترا السيمفونية في وسط فلوريدا. وفي 23 مارس 1956، توفي بعد مرض قصير ودُفن في ويلتون في كونيتيكت.

### الخمسينيات
واصل المعهد بناء سمعته من خلال إنشاء برنامج للغة والنشر؛ فنشر كتاب المرتفعات العربية لسانت جون فيلبي لصالح معهد الشرق الأوسط من قبل مطبعة جامعة كورنيل في عام 1952. كما قام بزيادة عدد المحاضرات والمعارض الفنية والمؤتمرات. ومن الموضوعات التي تناولتها المؤتمرات السنوية "تطور المسؤولية العامة في الشرق الأوسط" (1955)، و"التوترات الحالية في الشرق الأوسط" (1956)، و"الحياد والشيوعية: الصراع على السلطة" (1959).
أدت وفاة كيسر في عام 1956 إلى فترة من إعادة التقييم. تولى إدوين إم رايت منصب الرئيس الثاني حتى عام 1960، وخدم أنجوس سنكلير لفترة وجيزة في عام 1958.

### الستينيات
بعد وفاة كيزر واجه المعهد مشاكل مالية. وكان يتولى رئاسة المعهد سلسلة من الرؤساء غير المتفرغين منهمإدوين إم رايت، وجيمس تيري دوس، وكيرميت روزفلت الابن، الذين لم يولوا المعهد أهمية كافية نظرا لأعمالهم الأخرى. وفي تلك الفترة أصدر المعهد مجلة لاندز إيست Lands East، وهي مجلة مصورة، وكذلك وتقرير الأسبوع في الشرق الأوسط، وهي نشرة إخبارية يتم إنتاجها على آلة النسخ.
بحلول عام 1966، أدرك المعهد أنه لا يستطيع الاستمرار بدون رئيس دائم ومتفرغ. وكان هذا الرئيس هو السفير ريموند أ. هير الذي نجح في تثبيت استقرار المنظمة عند مستوى منخفض نسبيًا من النشاط يتناسب مع مواردها، مع التركيز على جمع الأموال وتوسيع قاعدة تبرعات الشركات. ونتيجة لهذه الجهود، نجح المعهد في الحصول على التمويل من عدة جهات منها مؤسسة فورد، وتم تنظيم عدد قليل من المؤتمرات لوزارة الخارجية الأمريكية، ومولت مؤسسة روكفلر سلسلة من حفلات العشاء النقاشية. ودعت جامعة جورج تاون المعهد لعقد مؤتمره السنوي هناك، مع توفير أماكن الإقامة المجانية والموظفين المتطوعين.
وفي عام 1969، قاد السفير باركر تي هارت معهد الشرق الأوسط إلى مرحلة جديدة. وأدت رؤيته لمعهد الشرق الأوسط ليصبح لاعبًا وطنيًا مهمًا إلى زيادة عدد البرامج (مثل المؤتمر السنوي حول الأعمال التجارية في الشرق الأوسط) والشراكات في جميع أنحاء البلاد والعالم، وبرنامج تدريب جديد للطلاب الجامعيين وطلاب الدراسات العليا وغيرها.

### السبعينيات
اتسمت فترة السبعينيات بعدد غير مسبوق من البرامج والأحداث التي جاءت في الوقت المناسب، وكان العديد منها يتعلق بالحرب الباردة. كانت المنشورات حول الأهداف والمصالح السوفيتية مثل "الصراع العربي الإسرائيلي في ضوء الصراع الأمريكي السوفيتي" و"الأبعاد الإستراتيجية والسياسية للحرب الباردة" تهدف إلى تزويد الجمهور بمعلومات متعمقة.
علاوة على ذلك، بدأ معهد الشرق الأوسط برنامجًا يسمى "الحوار" عام 1974 بالتعاون مع برنامج السفر العربي. وأرسلت فرقًا صغيرة من العلماء والطلاب إلى سبع دول عربية. وتم تكرار البرنامج في عام 1978، بتمويل من وكالة المعلومات الأمريكية ووزارة الخارجية.
كما أصدر المعهد صحيفة "ذا ميدل إيست مونيتور" وهي نشرة إخبارية تم نشرها بين عامي 1971 و1975. وكان شعارها هو مصدر الشعار الحالي لمعهد الشرق الأوسط، وهو مقتبس من التصميم الموجود على طبق من القرن العاشر تم اكتشافه بالقرب من نيسابور في إيران، والموجود الآن في مجموعات متحف متروبوليتان للفنون في نيويورك.

### الثمانينات
رأس دين براون المعهد من عام 1975 حتى عام 1986، وهي أطول فترة رئاسية في تاريخ معهد MEI. وفي عهد السفير براون، ركز المهد على فرص الأعمال والاستثمار بين الشرق الأوسط والولايات المتحدة. وشهدت الثمانينيات أيضًا زيادة مستمرة في مشاريع أبحاث وبرامج معهد الشرق الأوسط حول قضايا مثل ثيوقراطية رجال الدين الإسلاميين الإيرانيين والتصورات المصرية للوجود الأمريكي في مصر.
تولى السفير لوسيوس د. باتل رئاسة المعهد من عام 1974 إلى عام 1975، ثم عاد مرة أخرى من عام 1986 إلى عام 1990. وتحت قيادته، استوعب معهد الشرق الأوسط مهام المعهد الأمريكي للشؤون الإسلامية (AIIA) المخصص لمركز أبحاث السلطان قابوس بن سعيد ووقفه. كما بدأ هو ونائب الرئيس آنذاك السفير كريستوفر فان هولين تقليدًا للسفر في جميع أنحاء الشرق الأوسط للحصول على الدعم لمهمة معهد الشرق الأوسط.

### التسعينيات
تشكلت أجندة معهد الشرق الأوسط في التسعينيات من خلال التقلبات المستمرة في دول الخليج العربي، وعملية السلام العربية الإسرائيلية، والنساء في العالم العربي، والسياسة الخارجية الأمريكية المثيرة للجدل.
خلف السفير روبرت كيلي السفير براون وشغل منصب الرئيس حتى عام 1995. خلال فترة عمله، أصبح معهد الشرق الأوسط مصدرًا رئيسيًا للمعلومات حول منطقة الخليج العربي، على وجه الخصوص، وقام بتنظيم أول رحلة تركز على اللغة إلى الشرق الأوسط، وأقام اجتماعًا بين المسؤولين الإسرائيليين والفلسطينيين في القاهرة، وقام بتجديد المبنى على نطاق واسع.
الرجل التالي الذي تولى هذا المنصب كان السفير روسكو س. سودارث، الذي بقي في منصب الرئيس حتى عام 2001. خلال هذا الوقت، بدأت مؤسسة السلام في الشرق الأوسط بتأجير مساحة في المبنى (1996) واحتفلت مؤسسة الشرق الأوسط بالذكرى الخمسين لتأسيسها. علاوة على ذلك، أنشأ معهد الشرق الأوسط مركز السياسة العامة في عام 1999، والذي يجمع بين الباحثين المقيمين والباحثين المساعدين في معهد الشرق الأوسط لتقديم تعليقات الخبراء حول القضايا الملحة في الشرق الأوسط.

### العقد الأول من القرن الحادي والعشرين
تولى السفير إدوارد س. ووكر الابن الرئاسة في عام 2001 وترك المنصب في عام 2006. سلط ووكر الضوء على صراع أمريكا مع الصراع العربي الإسرائيلي، وتحدي الإرهاب العالمي، وحرب العراق. وفي عام 2007، أصبحت السفيرة ويندي تشامبرلين أول امرأة تتولى هذا المنصب. وقد خلفها في عام 2018 بول سالم>

### عقد 2010 والتمويل
ساهمت دولة الإمارات بمبلغ 20 مليون دولار خلال عامي 2016 و2017 في معهد الشرق الأوسط.
خلال الفترة 2016-2017، كانت المصادر الإماراتية والسعودية أكبر المساهمين في مبادرة الشرق الأوسط، بالإضافة إلى شركات النفط والإمدادات العسكرية.

## الهيكل التنظيمي

### البرامج
يستضيف معهد الشرق الأوسط فعاليات عامة تتراوح بين العروض التقديمية وتوقيع الكتب إلى الموائد المستديرة وورش عمل السياسات. يدعو المعهد الخبراء من الشرق الأوسط ومختلف أنحاء العالم للمشاركة في برامجه ومؤتمراته. تشمل فعالياته الأكبر المؤتمرات السنوية حول تركيا ومصر والحدث الرئيسي لكل عام، المؤتمر السنوي والمأدبة، الذي يعقد في نوفمبر.

### مجال الاتصالات
وتتكون قائمة المعهد التي تضم أكثر من 40 باحثًا من سفراء الولايات المتحدة السابقين، ومسؤولين حكوميين، وأكاديميين، ومحللين. يتم استدعاء باحثي معهد الشرق الأوسط بشكل روتيني من قبل وسائل الإعلام المحلية والدولية لتقديم تعليقات وتحليلات مستنيرة للأحداث والقضايا الرئيسية في المنطقة.

### المنشورات
وتشتهر إدارة المطبوعات بمجلة ذا ميدل إيست جورنال الفصلية، وهي المطبوعة الوحيدة التي يصدرها معهد الشرق الأوسط. بالإضافة إلى المجلة، يتم نشر التحليلات ومقالات الرأي على الموقع.

#### ذا ميدل إيست جورنال
نُشرت المجلة لأول مرة في عام 1947، مما يجعلها أقدم مجلة أمريكية محكمة في الشرق الأوسط الحديث.
في سنواتها الأولى، غطت المجلة القضايا الإقليمية والتاريخ من القرنين التاسع عشر والعشرين. ومع ذلك، في الثمانينيات، قصرت المجلة تغطيتها على فترة ما بعد الحرب العالمية الثانية. وتقدم الآن تحليلات للتطورات السياسية والاقتصادية والاجتماعية بالإضافة إلى الأحداث التاريخية في شمال أفريقيا والشرق الأوسط والقوقاز وآسيا الوسطى. ويحتوي كل عدد على مقالات كتبها مجموعة متنوعة من العلماء، ومراجعات للكتب، وتسلسل زمني للأحداث الإقليمية التي يتم تنظيمها حسب الموضوع والبلد لكل ربع سنة. وتتمثل السياسة الأساسية للمجلة في توفير منتدى يمثل كافة وجهات النظر حول القضايا التي تواجه الشرق الأوسط مع الحفاظ على موقف غير حزبي.

### مكتبة عمان
تم إنشاء المكتب، التي سُميت في الأصل على اسم مؤسس معهد الشرق الأوسط جورج كامب كيزر، عند تأسيس المعهد في عام 1946. وتقع في مبنى قديم خلف المبنى الرئيسي. وبعد مساهمة كبيرة من قابوس بن سعيد آل سعيد، سلطان عمان، تمت إعادة تسمية المكتبة إلى مكتبة عمان وأكملت تجديد مرافقها في عام 2013. تضم المكتبة أكبر مجموعة من المؤلفات المتعلقة بالشرق الأوسط في واشنطن العاصمة، خارج مكتبة الكونجرس، وتحتوي على مواد باللغات الإقليمية. ويقدر أنه يضم أكثر من 20 ألف كتاب ودورية، كلها مخصصة للمنطقة. والمكتبة مفتوحة للجمهور للاستخدام الداخلي.

## مراكز الدراسة

### مركز الدراسات الباكستانية
يهدف مركز الدراسات الباكستانية، الذي تأسس في أبريل 2009، إلى تعزيز العلاقات الوثيقة وزيادة التفاهم بين باكستان والولايات المتحدة. في حين أن باكستان ليست جزءًا من الشرق الأوسط "التقليدي"، فقد تم تضمينها في التعريف الأصلي لمعهد الشرق الأوسط للمنطقة بسبب علاقاتها القوية مع دول الشرق الأوسط بالإضافة إلى ارتباطها بالولايات المتحدة.
ينصب التركيز الرئيسي للمركز على إنشاء مركز أبحاث عبر الإنترنت يضم خبراء باكستانيين، حيث يعمل منتدى عبر الإنترنت على تسهيل التبادل العلمي بين الباكستانيين والأمريكيين. يحتوي هذا المنتدى على موجز إخباري يومي بالإضافة إلى مجموعة من الوثائق والمنشورات من الحكومة الأمريكية. الاهتمامان الرئيسيان للمركز هما الأخبار الباكستانية بالإضافة إلى القضايا طويلة المدى مثل المياه والطاقة والصراع في كشمير.

### مركز الدراسات التركية
أنشأ معهد الشرق الأوسط مركز الدراسات التركية في صيف عام 2009 لتعزيز المعرفة والفهم المتزايد للسياسة والاقتصاد والمجتمع التركي. السمة المميزة لمركز الدراسات التركية هي تحليله لتركيا في سياق علاقتها بالشرق الأوسط. ويهدف مركز الدراسات التركية أيضًا إلى تعزيز التفاهم والحوار بين الولايات المتحدة وتركيا من خلال توفير قناة اتصال للدوائر الأكاديمية والسياسية.

### مركز السلطان قابوس الثقافي
تأسس مركز السلطان قابوس الثقافي في عام 2005 بعد اتفاقية مع سلطنة عمان. وحل محل مركز السلطان قابوس بن سعيد لأبحاث دراسات الشرق الأوسط، الموجود في معهد الشرق الأوسط منذ منتصف الثمانينات. ومهمته هي تثقيف الأمريكيين والعمانيين حول اتساع وثراء الثقافتين. وفي عام 2011، افتتح مركزًا ثقافيًا يعرض الحرف اليدوية العمانية ويكون بمثابة مساحة لورش العمل وغيرها من الفعاليات. في عام 2013، انفصل المركز عن معهد الشرق الأوسط وانتقل إلى مقر جديد.

### مشروع الشرق الأوسط وآسيا (MAP)
مشروع الشرق الأوسط وآسيا (MAP) هو مبادرة لخدمة هدفين رئيسيين:
- لتعزيز الوعي والفهم للعلاقات متعددة الأبعاد بين الشرق الأوسط وآسيا من خلال توفير المعلومات والتحليلات حول التفاعلات الاقتصادية والسياسية والأمنية والاجتماعية/الثقافية عبر الإقليمية وآثارها
- وتعزيز البحوث التعاونية وغيرها من الأنشطة المتعلقة بالعلاقات بين الشرق الأوسط وآسيا من خلال إنشاء مجتمع عبر الإنترنت من الخبراء وإقامة شراكات مؤسسية.

### برنامج إيران
يغطي برنامج إيران في معهد الشرق الأوسط السياسة الداخلية الإيرانية، والمجتمع المدني والاتجاهات الاجتماعية، ونهج القوة الناعمة والصلبة الذي تتبعه طهران في المنافسة الجيوسياسية مع الدول الإقليمية الأخرى من خلال الأبحاث والمقالات والأوراق البحثية والمناسبات العامة والخاصة.

## القيادة التنفيذية
- جون أبي زيد : رئيس مجلس الإدارة
- د. بول سالم: رئيساً
- كيت سيلي : نائب الرئيس الأول
- برايان كاتوليس: نائب الرئيس للسياسة

## روابط خارجية
- معهد الشرق الأوسط